# Imma hoenei
Imma hoenei is een vlinder uit de familie van de Immidae. De wetenschappelijke naam van de soort is voor het eerst geldig gepubliceerd in 1938 door Aristides von Caradja.